# Рясное (Винницкая область)
Рясное (укр. Рясне) — село на Украине, находится в Мурованокуриловецком районе Винницкой области.
Код КОАТУУ — 0522887102. Население по переписи 2001 года составляет 56 человек. Почтовый индекс — 23417. Телефонный код — 4356.
Занимает площадь 0,307 км².

## Адрес местного совета
23417, Винницкая область, Мурованокуриловецкий р-н, с. Снитков, ул. Шевченко, 56